# Cristóvão Borges
Cristóvão Borges dos Santos (* 9. Juni 1959 in Salvador) ist ein brasilianischer Fußballtrainer. Aktiv spielte er auf der Mittelfeldposition und kam in seiner Laufbahn als Spieler einige Male für die Nationalmannschaft Brasiliens zum Einsatz.

## Karriere
In seiner aktiven Zeit als Spieler trat Cristóvão Borges für namhafte Fußballklubs Brasiliens an. Die meiste Zeit verbrachte er dabei bei Fluminense FC. In seiner späteren Spielerlaufbahn beim Grêmio FBPA schaffte er 1989 auch den Sprung in die brasilianische Nationalmannschaft. Bei einem Freundschaftsspiel gegen Paraguay im Jahr 1989 wurde er eingewechselt und erzielte sein erstes Tor für die Seleção. Es folgten weitere Einsätze bei Freundschaftsspielen und einem Turnier in Dänemark gegen die Nationalmannschaften von Dänemark und Schweden. Bei der Copa América 1989 war er zwar Teil der Mannschaft, kam aber zu keinem Einsatz.
Seine Trainerlaufbahn begann Cristóvão Borges 1998 als Co-Trainer von Alfredo Sampaio bei Bangu AC. Es folgten Stationen als Assistenztrainer, bis er 2011 wiederum als Assistent zum CR Vasco da Gama kam. Vom dortigen Cheftrainer Ricardo Gomes übernahm er für kurze Zeit dessen Trainerposition, musste jedoch 2012 den Verein wieder verlassen. Es folgten weitere Engagements bei den Lokalrivalen von Vasco da Gama dem Fluminense FC und CR Flamengo, bevor er von Oktober 2015 bis März 2016 Trainer von Atletico Paranaense war. Im Juni 2016 wurde Borges der Nachfolger von Tite, der seinen Posten als Cheftrainer beim SC Corinthians zugunsten des Traineramts bei der Nationalmannschaft aufgab. Bereits am 17. September 2016 wurde Borges bei Corinthians wieder entlassen. Der Klub lag zu dem Zeitpunkt auf Tabellenplatz sechs.
Am 20. Januar 2020 wurde Borges Trainer bei Atlético Goianiense. Am 25. Februar wurde er nach vier Siegen, zwei Unentschieden und einer Niederlage wieder entlassen. Erst zur Saison 2023 erhielt Borges wieder einen Kontrakt beim Figueirense FC. Mit diesem soll er in der Staatsmeisterschaft von Santa Catarina sowie der Série C 2023 antreten. Er wurde aber bereits im März wieder entlassen. Seitdem ist er ohne neues Engagement.

## Erfolge als Spieler
Nationalmannschaft
- Copa América: 1989

Bahia
- Staatsmeisterschaft von Bahia: 1977, 1978

Fluminense
- Staatsmeisterschaft von Rio de Janeiro: 1980

Atletico Paranaense
- Staatsmeisterschaft von Paraná: 1983, 1985

Grêmio
- Staatsmeisterschaft von Rio Grande do Sul: 1987, 1988, 1989
- Copa do Brasil: 1989